# Cyprichromis microlepidotus
Cyprichromis microlepidotus – gatunek słodkowodnej ryby z rodziny pielęgnicowatych (Cichlidae). Hodowany w akwariach.

## Występowanie
Gatunek endemiczny. Zamieszkuje otwarte wody w pobliżu litoralu skalistego północnej części jeziora Tanganika w Afryce Wschodniej, na głębokości do 10 metrów.

## Opis
Ciało wydłużone, lekko bocznie spłaszczone, kształtem przypominające ryby karpiowate, co znalazło odzwierciedlenie w nazwie (Cypri – Cyprinidae). Nazywane są sardynkami Tanganiki. Dorastają do 10–11 cm. Znanych jest wiele form barwnych. Pływają w dużych stadach składających się z kilkuset do tysiąca osobników. W akwarium zalecane jest trzymanie minimum dwudziestu sztuk, co wymaga odpowiednio dużego zbiornika. 
Dymorfizm płciowy: samce o różnorodnym ubarwieniu, samice zielono-brązowe
Tarło odbywają w głębszych wodach, stadnie w wolnej toni wodnej. Samica składa do 20 ziaren ikry. Ryby te są pyszczakami. Samica inkubuje zapłodnioną ikrę w pysku przez ponad trzy tygodnie.
| Zalecane warunki w akwarium | Zalecane warunki w akwarium |
| --------------------------- | --------------------------- |
| Zbiornik                    | duży, minimum 120 cm        |
| Temperatura wody            | 25–28 °C                    |
| Twardość wody               | twarda 8–25°n               |
| Skala pH                    | 7,5–9                       |
| Pokarm                      | żywy, mrożony, suchy        |